# Arbetaren
Arbetaren (dt.: Der Arbeiter) ist eine wöchentlich erscheinende schwedische anarchosyndikalistische Zeitung.

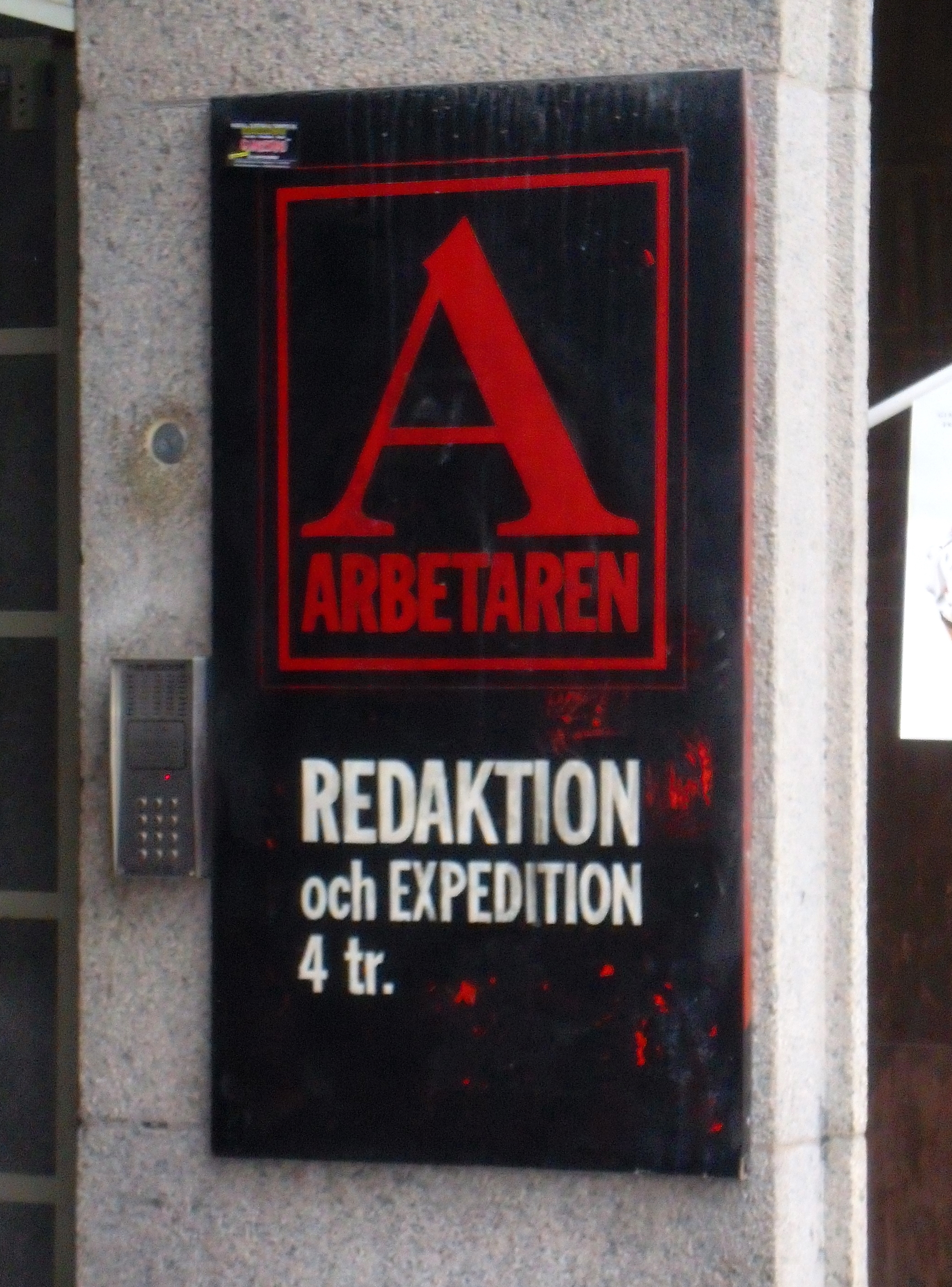
Arbetaren, Redaktionsschild

Die Zeitschrift wurde im Jahre 1922 gegründet und wird von der schwedischen Gewerkschaft Sveriges Arbetares Centralorganisation (SAC) herausgegeben. Sie hat eine Auflage von 3800 Exemplaren (2007).

## Geschichte
Nach der Gründung der SAC 1910 wurde die Herausgabe einer Zeitung geplant. Nach anfänglichen Schwierigkeiten konnte ab 1911 die Gewerkschaftszeitung Syndikalisten mit einer Auflage von 5000 Exemplaren herausgegeben werden. Die Zeitung erschien ab 1913 wöchentlich, ab 1917 zwei Mal in der Woche und erreichte 1920 eine Auflage von 14.000 Exemplaren.
Anfang 1920 beschloss man die Gründung einer Tageszeitung, die auch Nicht-Gewerkschafter ansprechen sollte. Am 2. Januar 1922 erschien so die erste Ausgabe der Arbetaren und wurde so auf Anhieb die zweitstärkste Stockholmer Zeitung. Die Auflage stieg in den 20er Jahren auf bis zu 23.000 Exemplare, unter anderem bedingt durch das Erstarken der Gewerkschaftsbewegung. In den 20er Jahren wurde vor allem die Affäre Sacco und Vanzetti thematisiert sowie Benito Mussolini und die Sowjetunion kritisiert. Viele bekannte schwedische Schriftsteller schrieben für die Arbetaren Arbeitergedichte, darunter Harry Martinson, Nils Ferlin und Eyvind Johnson. Stig Dagerman wurde Kulturredakteur und schrieb noch bis zu seinem Tod 1954 wöchentlich einen Vers – den Dagers dagsedlar – für die Zeitung. Auch später starteten viele Autoren ihre schriftstellerische Karriere mit Beitragen im Arbetaren, darunter Per Wästberg.
1933 musste Arbetaren-Journalist Frid Nordin für drei Monate ins Gefängnis, nachdem er Hermann Göring in einer Ausgabe der Arbetaren einen „Bluthund“ nannte. Die Zeitung war gemeinsam mit Göteborgs Handels- och Sjöfartstidning und Trots allt! die führende anti-nazistische Stimme in Schweden. Die Arbetaren wurde von den Behörden etwa 40 Mal beschlagnahmt und hatte im Kriegsjahr 1941 ihre höchste Auflage von knapp 30.000 Exemplaren.
In der Nachkriegszeit verlor die Zeitung viele Leser und konnte ab den 50er Jahren nur noch wöchentlich erscheinen. In den 70er Jahren nahm der Kampf gegen Atomkraftwerke einen großen Stellenwert ein. Heute wird neben Arbeitskämpfen auch das Klimaproblem thematisiert. Die Arbetaren hatte 2007 eine Auflage von etwa 3800 Exemplaren. Daneben erscheint seit 2002 die Zeitung Radar, die Platz für theoretische Diskussionen bieten soll.

## Chefredakteure
- Frans Severin (2. Januar 1922)
- Albert Jensen (17. September 1928)
- Evert Arvidsson (2. Januar 1951)
- Ahto Uisk (3. Januar 1969)
- Leif Hallstan (1. Juli 1983)
- Ulf B. Andersson  (22. Juni 1990)
- Martin Nilsson (21. Dezember 1990)
- Ulf B. Andersson (25. September 1998)
- Anna-Klara Bratt (1. Januar 1999)
- Rikard Warlenius und Rebecka Bohlin (24. November 2004)